# Anopheles papuensis
Anopheles papuensis este o specie de țânțari din genul Anopheles, descrisă de Nikolas Vladimir Dobrotworsky în anul 1957. Conform Catalogue of Life specia Anopheles papuensis nu are subspecii cunoscute.